# 5610 Balster
5610 Balster eller 2041 T-3 är en asteroid i huvudbältet som upptäcktes den 16 oktober 1977 av den nederländsk-amerikanske astronomen Tom Gehrels och det nederländska astronomparet Ingrid van Houten-Groeneveld och Cornelis Johannes van Houten vid Palomar-observatoriet. Den är uppkallad efter Harry och Yvonne Balster.
Asteroiden har en diameter på ungefär 7 kilometer och den tillhör asteroidgruppen Agnia.